# 拉茲洛格灣

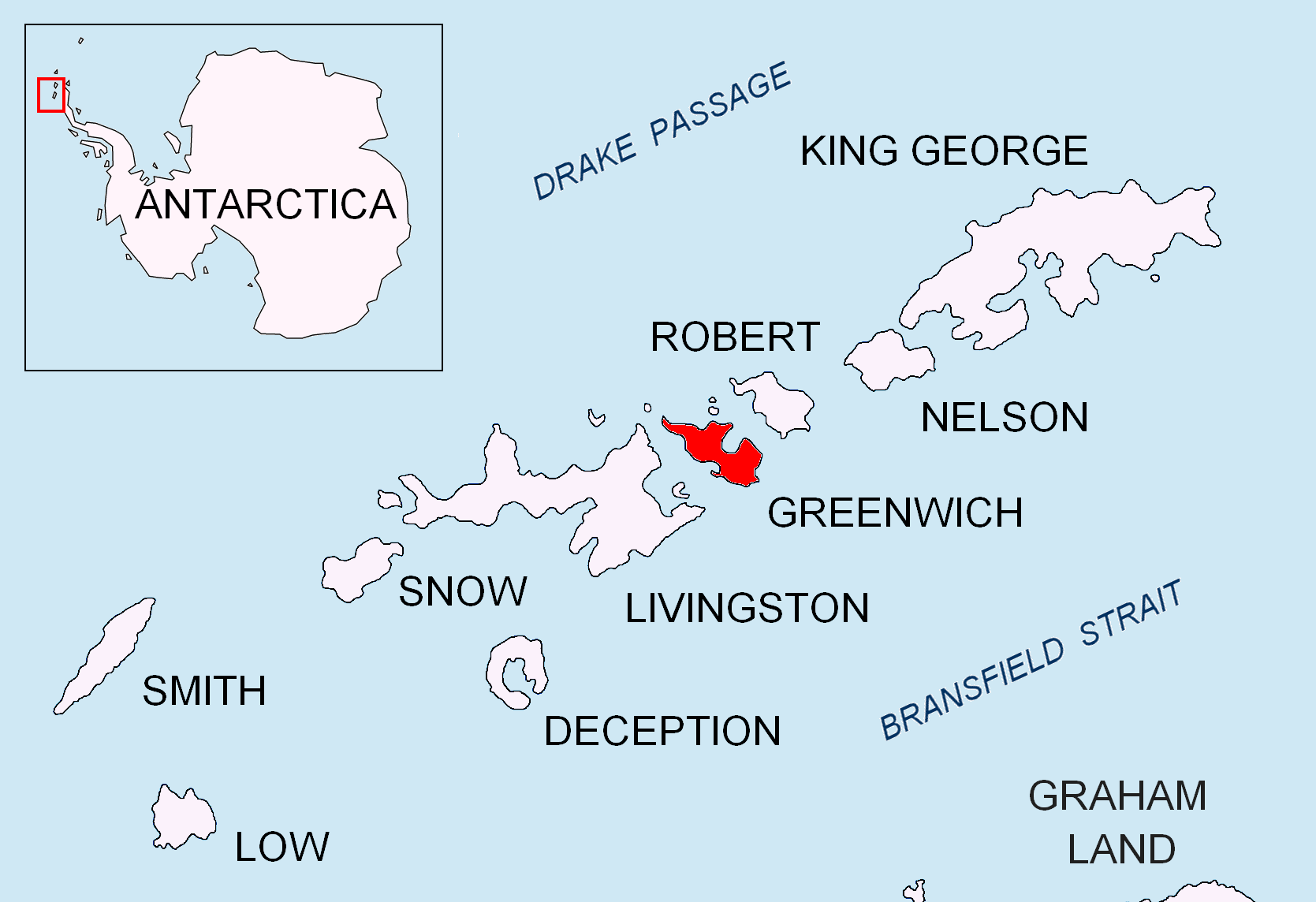

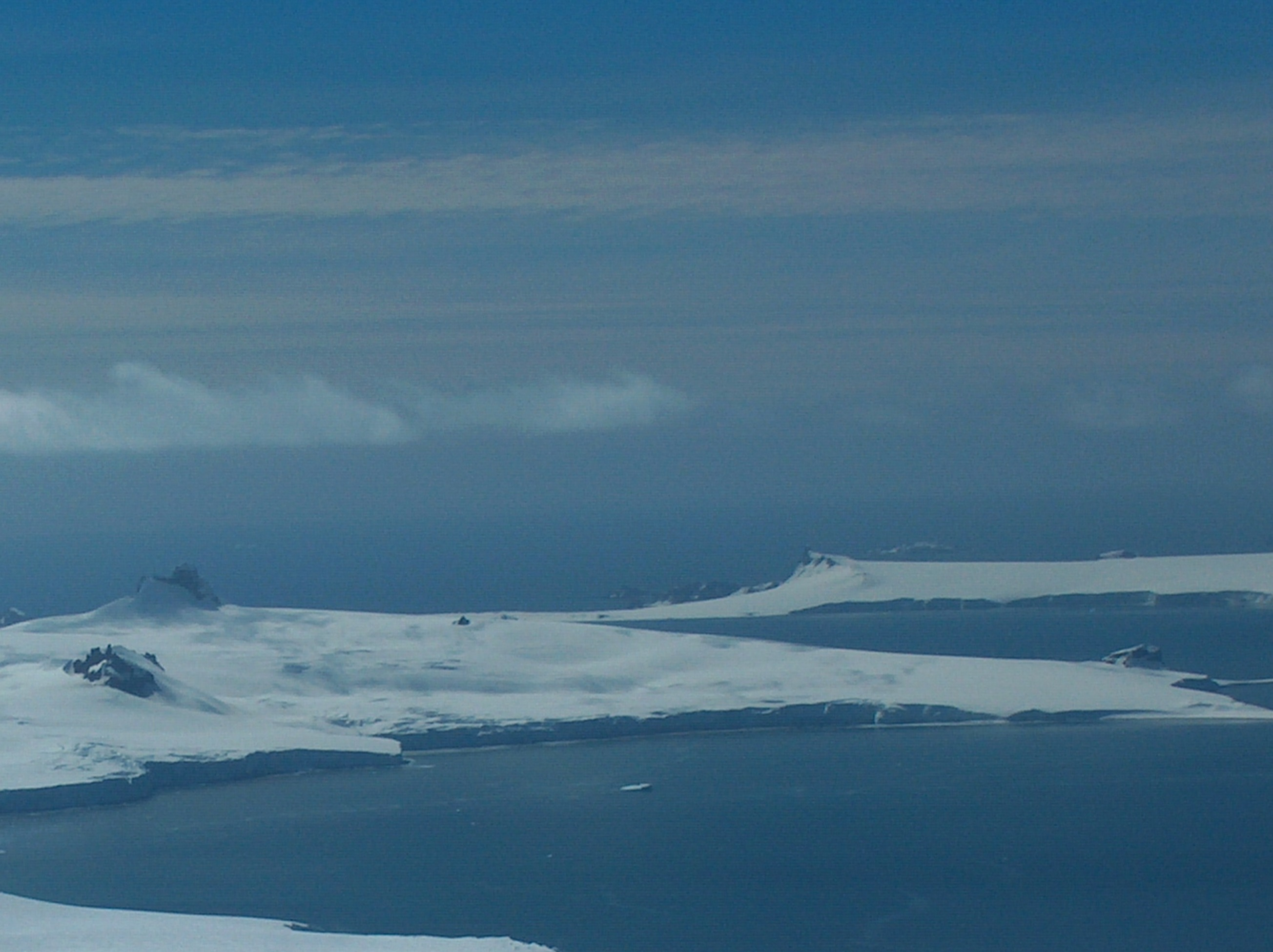

拉茲洛格灣（Razlog Cove），是南極洲的海灣，位於南設得蘭群島的格林尼治島北岸，長1.7公里、寬2.1公里，南面是阿契爾半島，東北面是伊克斯普雷斯島，以保加利亞西南部城鎮命名，現時由南極條約體系管理。
62°26′50″S 60°00′00″W / 62.44722°S 60.00000°W